# James Weir
James Michael Weir (nascido em 4 de agosto de 1995) é um futebolista inglês que atua como volante do Bolton Wanderers . Ele começou sua carreira no Preston North End antes de se mudar para o Manchester United ainda nas categorias de base. Ele foi vendido para o Hull City no início da temporada 2016-17, antes de passar a segunda metade da temporada emprestado ao Wigan Athletic . Ele foi liberado pelo Hull em julho de 2019. 
Nascido em Preston, Lancashire, ele começou sua carreira no clube local Preston North End antes de ingressar na academia do Manchester United em 2011. Ele fez sua estréia profissional em 28 de fevereiro de 2016 em uma vitória por 3-2 na Premier League em casa contra o Arsenal, entrando em campo como substituto de Ander Herrera .  Ele também representou a Inglaterra no nível sub-16 e sub-18. 
Em 31 de janeiro de 2017, ele ingressou no Wigan Athletic por empréstimo até o final da temporada 2016-17.  Três dias depois, ele fez sua estréia para o clube chegando como substituto no minuto 67 contra o Sheffield Wednesday . 
Ele foi liberado pelo Hull City no final da temporada 2018-19. 
Em 3 de agosto de 2019, Weir assinou um contrato de um ano para o recém rebaixado Bolton Wanderers, do EFL League One  e fez sua estréia no mesmo dia, em uma derrota por 2-0 contra o Wycombe Wanderers . 
| Clube                               | Temporada         | Liga              | Liga     | Liga | Taça FA | Taça FA | Taça da Liga | Taça da Liga | Europa | Europa | Total    | Total |
| Clube                               | Temporada         | Divisão           | Partidas | Gols | Apps    | Gols    | Partidas     | Gols         | Apps   | Gols   | Partidas | Gols  |
| ----------------------------------- | ----------------- | ----------------- | -------- | ---- | ------- | ------- | ------------ | ------------ | ------ | ------ | -------- | ----- |
| Manchester United                   | 2015–16           | Premier League    | 1        | 0    | 0       | 0       | 0            | 0            | 0      | 0      | 1        | 0     |
| Hull City Association Football Club | 2016–17           | Premier League    | 0        | 0    | 0       | 0       | 3            | 0            | 0      | 0      | 3        | 0     |
| Hull City Association Football Club | 2017–18           | Championship      | 3        | 0    | 0       | 0       | 1            | 0            | 0      | 0      | 4        | 0     |
| Hull City Association Football Club | 2018-19           | Championship      | 0        | 0    | 0       | 0       | 0            | 0            | 0      | 0      | 0        | 0     |
| Hull City Association Football Club | Total             | Total             | 3        | 0    | 0       | 0       | 4            | 0            | 0      | 0      | 7        | 0     |
| Wigan Athletic (empréstimo)         | 2016–17           | Championship      | 4        | 0    | 0       | 0       | 0            | 0            | -      | -      | 4        | 0     |
| Total de Carreira                   | Total de Carreira | Total de Carreira | 8        | 0    | 0       | 0       | 4            | 0            | 0      | 0      | 12       | 0     |